# Junghuhnia subfimbriata
Junghuhnia subfimbriata är en svampart som först beskrevs av Lars Gunnar Torgny Romell, och fick sitt nu gällande namn av Ginns 1984. Junghuhnia subfimbriata ingår i släktet Junghuhnia och familjen Meruliaceae.   Inga underarter finns listade i Catalogue of Life.